# Черкасова, Марина Евгеньевна (фигуристка)
Мари́на Евге́ньевна Черка́сова (17 ноября 1964) — советская фигуристка. Серебряный призёр Олимпийских игр 1980 года в Лейк-Плэсиде в парном катании с партнёром Сергеем Шахраем. Заслуженный мастер спорта СССР (1980).

## Карьера
Начинала как одиночница; с 11 лет (1975) в паре с Сергеем Шахраем тренировалась у Станислава Жука, поставившего сенсационно сложную программу, с которой они дебютировали в сезоне 1976/77, став третьими на чемпионате СССР и Европы, и четвёртыми на чемпионате мира. 26 января 1977 пара впервые в истории фигурного катания выполнила элемент в четыре оборота (на 11 лет опередив одиночников) — четверную подкрутку, а также впервые в истории — подкрутку тройной аксель (1978), параллельный тройной прыжок в парном катании (тулуп, турнир на призы газеты «Московские новости» 9 декабря 1977), тодеса с многократными сменами позиций, ноги и направления партнерши, спуска партнерши с поддержки через сальто (переворотом), спуска с поддержки через двойной твист, необычные вращения с пятью поддержками, и заходы на элементы.
Успехи пары объяснялись, отчасти, большой разницей в росте — на 35 см (рост Черкасовой был 138 см, Шахрая — 173 см). В 1978—1979 годах они стали чемпионами СССР, в 1979-м — чемпионами Европы, а в 1980-м — чемпионами мира. В начале 1980-х Черкасова стала расти; это привело к тому, что Шахрай больше не мог успешно делать поддержки, и после неудачных выступлений в 1981-м (третье место на чемпионате СССР и четвёртое на чемпионате мира) пара распалась.
Вошёл в историю показательный номер с участием двух пар: Черкасовой — Шахрая и Пестовой — Леоновича (а затем даже трёх пар, в том числе Першиной — Акбарова), двигавшихся на льду и исполнявших элементы синхронно (на музыку «Песенка о медведях» А. Зацепина).
Затем Черкасова недолго каталась с Рашидом Кадыркаевым у С. А. Жука, но неудачно.

## После спорта
С 1982 года выступала в Московском балете на льду. Затем — два года в балете на Украине. Потом вернулась в Москву, преподавала в средней школе аэробику. Спустя некоторое время вместе с цирком уехала на гастроли в Италию и работала там тренером. В 2000 году приехала отмечать Новый год и решила остаться в России.
В 2010-е Марина Черкасова работала тренером в Москве в СДЮСШОР № 1 «Белые медведи» — тренировала детей, затем открыла свою школу.

## Личная жизнь
- Трижды была замужем[3].
  - сын — Виталий (1986—2010)[3]
  - дочь — Дарья (род. 2002)[3]

## Спортивные достижения
(с С.Шахраем)
| Соревнования/Сезон      | 1976—1977 | 1977—1978 | 1978—1979 | 1979—1980 | 1980—1981 |
| ----------------------- | --------- | --------- | --------- | --------- | --------- |
| Зимние Олимпийские игры |           |           |           | 2         |           |
| Чемпионаты мира         | 4         | 4         | 2         | 1         | 4         |
| Чемпионаты Европы       | 3         | 2         | 1         | 2         | 3         |
| Чемпионаты СССР         | 3         |           | 1         |           | 3         |

## Награды
- Медаль «За трудовую доблесть» (9.04.1980)[5]